# Мазниця (струмок)
Мазниця — струмок в Україні, у Добровеличківському районі Кіровоградської області, правий доплив Мазниці   (басейн Південного Бугу).

## Опис
Довжина струмка приблизно 6 км.

## Розташування
Бере початок на північно-західній околиці Нововікторівки. Тече переважно на південь і на південно-західній околиці Гнатівки впадає у річку Мазницю, праву притоку Чорного Ташлику.

## Мапа Шуберта Ф.Ф.

Гнатівка на триверстовій карті XIX століття